# Clar Weah
Clar Marie Duncan Weah née Duncan, née le 11 mars 1965 est une femme d’affaires jamaïcaine, philanthrope, militante et Première dame de la République du Libéria (2018-2024). Elle est l’épouse de George Manneh Weah, président de la République du Libéria de 2018 à 2024.
Clar Weah a créé la Clar Hope Foundation en 2018, dans le but d’améliorer les moyens de subsistance des plus démunis au Liberia.

## Biographie

### Jeunesse et début de carrière
Clar Marie Duncan est née à Kingston, en Jamaïque, et est la plus jeune d’une famille de sept enfants. Dans sa jeunesse, elle a émigré avec sa famille aux États-Unis. Aux États-Unis, elle a étudié à l'Université de la ville de New York et obtenu sa licence en soins infirmiers et une licence en sciences de la santé. Elle a commencé sa carrière en tant que représentante du service à la clientèle à New York à la fois à Citibank et à Chase Manhattan Bank, période au cours de laquelle elle a, conjointement, géré de petites entreprises.
Elle a ensuite poursuivi ses études, ce qui l’a conduite à une carrière en soins infirmiers. Elle a travaillé à l’hôpital Jamaica de New York.

### Mariage et les enfants
Clar a rencontré George Weah, alors la star du football, au début des années 90 à Chase Manhattan Bank à New York, où elle servait comme représentante du service à la clientèle. Ils se sont mariés le 26 juin 1993 et ont trois enfants – Martha Weah, Jr Weah et Timothy Weah. Leurs fils sont des joueurs de football internationaux.

## Première dame du Libéria

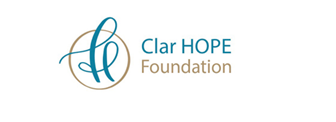

Après l’élection de son mari comme 25e président du Libéria, Weah a commencé son rôle de Première dame de la République du Libéria. Elle a entrepris d’élaborer des programmes et des projets sociaux qui englobent des services d’aide aux orphelins, aux enfants de la rue, aux personnes âgées, aux femmes et aux filles, en mettant l’accent sur les milieux ruraux.
En 2018, la Clar Hope Foundation a été fondée comme une initiative apolitique. La fondation vise à aider les enfants, les jeunes et les femmes défavorisés. Ses objectifs sont de fournir des soins de santé essentiels en tant que droit universel et constitutionnel à la santé pour chaque citoyen libérien.
La Clar Hope Foundation est née de la fusion de solutions de développement durable.
En juin 2019, la présidente Weah a lancé l’initiative phare de Clar Weah, le mouvement « She’s You »,. Selon son énoncé de mission, il vise à promouvoir l’égalité des sexes en favorisant l’autonomisation des femmes et en luttant contre toutes les formes de violence et les pratiques préjudiciables à l’égard des femmes, des filles et des enfants. Les objectifs du mouvement She’s You sont de créer un environnement propice pour que les femmes et les filles puissent vivre à l’abri de la violence, du viol, des inégalités de genre. Lors du lancement de « She’s You », le président Weah a révélé que sur l’initiative de son épouse, une nouvelle maison pour personnes âgées dans le comté de Grand Bassa, était presque prête à être utilisée.
En septembre 2020, lors du lancement de la Conférence contre le VIH au Libéria, Clar Weah a réitéré qu’il n’y avait aucune excuse pour le viol dans son pays. Elle a expliqué que malgré ses efforts auprès du ministère du Genre, des Enfants et de la Protection sociale, la violence sexuelle et sexiste se poursuivait. « Mais avec tous nos efforts », a-t-elle expliqué, « la VSS persiste ». « Il est dégoûtant d’entendre des enfants aussi jeunes que 10 ans sont violés ». Elle a cité l’amélioration de la sensibilisation à la VSS et à l’éducation des hommes et des garçons comme des priorités pour réduire les menaces de violence à nouveau envers les femmes.

## Honneurs
Clar Weah a été nommée en mars 2018, lors d’un Symposium des Femmes au Maroc, ambassadrice et championne du football féminin, par la Confédération du football africain.
Clar Weah a été nommé ambassadrice de Merck Foundation 'More than a Mother' au Libéria.